# Kniha smlouvy
Termínem Kniha smlouvy se v biblistice označuje zákoník v Exodu 20,22–23,33. Je součástí celku zákonů, které podle biblického vyprávění Izrael dostal při svém pobytu pod horou Sinaj. Na místě, kde se dnes nachází Kniha smlouvy, se dříve nacházelo desatero, které bylo přeloženo o něco dříve do Ex 20.

## Datace
Kniha smlouvy je jeden z nejstarších zákonických celků Pentateuchu. Je nesnadné určit dobu jeho vzniku, jen krajní termíny. Zákoník vznikl po usazení Izraele, neboť předpokládá plně usazenou, zemědělskou společnost, tedy přibližně někdy po roce 1000. Naopak musí být starší než druhý zákoník v Pentateuchu, Deuteronomium, které bylo napsáno pravděpodobně v druhé polovině 7. stol. př. n. l. Zákony obsažené v Knize smlouvy se neobjevují nikde jinde, snad s výjimkou jednoho verše z knihy proroka Ámose (Am 2,8a).

## Povaha zákoníku
Zákoník se skládá ze dvou druhů zákonů - ze zákonů kazuistických a zákonů apodiktických.
Kazuistické zákony jsou psány stejným stylem, jako ostatní známé předovýchodní zákoníky, tj. začínají formulí „Jestliže“ (starobabylónsky „Šumma“), následuje popsání vzorové situace a její soudní řešení. Jako v případě ostatních známých zákoníků z oblasti není ani Kniha smlouvy uceleným právním systémem, ale sbírkou precedentů a vzorových případů, ke kterým dochází nejčastěji. Současně tyto zákoníky nejsou vyhlášením nových zákonů, nýbrž písemnou kodifikací zákonů již existujících a platných, ale ústně tradovaných.
Apodiktické zákony, nacházející s především v druhé části Knihy smlouvy, se vyznačují svou „absolutní“ formou. Nevypočítávají jednotlivé konkrétní případy a jejich řešení, ale vyjadřují obecně platné zásady. Mohou mít více forem:
- Participiální forma: začínajíj participiem a říkají, co se stane tomu, kdo něco dělá. Např.: Kdo udeří člověka, takže zemře, musí určitě zemřít (Ex 21,12 - „kdo udeří“ je v hebrejštině vyjádřeno participiem: makké). Většinou se jedná o konkrétní vyjádření, neboť po nich následuje trest smrti.
- Kletby: Tyto zákony prohklínají toho, kdo něco koná.
- Imperativní forma: Zákony krátkými imperativy (či zákazy) vyjadřují základní chování a povinnosti jedince.

Apodiktické, především imperativní zákony se nacházejí často ve sbírkách podle tématu. Například Ex 23,1-3.6-9 je sbírka apodiktických zákonů imperativní formy týkající se soudních procesů. Nejznámější sbírkou apodiktických zákonů, i když mimo Knihu smlouvy, je desatero (Ex 20).

## Obsah zákonů
Kniha smlouvy je podobná okolním (a starším) zákoníkům z oblasti nejen svou (kazuistickou) formou, ale i obsahem. Zabývá se typickými krizovými situacemi a zločiny, které mohou nastat ve společnosti. Podoba všech těchto zákonů a zákoníků je daná podobným způsobem života a fungování společnosti. Řešené případy jsou především vraždy, krádeže, nebezpečná zvířata, znásilnění, svatební smlouvy, zacházení s otroky apod.
V druhé části zákoníku, kde převažují apodiktické zákony, se nacházejí i zákony náboženské a kultovní. Jsou zde trestány např. čarodějnice, ale i všichni, kdo by obětoval někomu jinému než izraelskému Bohu.

## Zákon odplaty
Stejně jako ostatní zákoníky, i kniha smlouvy staví na základním právním principu své doby, tj. na zákonu odplaty (latinsky lex talionis, tzv. zákon „oko za oko, zub za zub“). Tento právní princip je velmi cenný a významný, neboť velmi jasně a zřetelně upravuje a omezuje mstu, která často šla dál než „oko za oko“ a žádala někdy za jednu smrt vyvraždění celé rodiny. Vůči starším zákoníkům (např. Chammurapiho) navíc přiznává právní subjektivitu každému svobodnému člověku, tedy nejen hlavě rodiny. Proto zatímco v (o cca 1000 let starším) Chammurapiho zákoníku najdeme zákon „zabije-li někdo někomu dceru, bude zabita za trest jeho vlastní dcera“, v Knize smlouvy najdeme přísnou aplikaci „život za život“, kde je trestán přímo samotný provinilec. V některých případech se můžeme setkat i s možnou finanční náhradou.
Samotný výraz „oko za oko, zub za zub“ pochází právě z Knihy smlouvy (Ex 21,24).